# 사북역
사북역(Sabuk station, 舍北驛)은 강원특별자치도 정선군 사북읍 사북리에 위치한 태백선의 철도역이다.
1966년 1월 15일 보통역으로 개역하였으며, 석탄 산업 번창으로 많은 주민들의 이동수단으로 사용되어 왔지만, 1970년대 석탄 산업 합리화 정책으로 인한 탄광 폐쇄로 이용객 수가 감소하였다. 하지만 1990년대 중반에 내국인 도박장인 강원랜드 그랜드카지노가 들어서면서 현재는 관광객들의 이동수단으로도 많이 이용되고 있다.
역사에는 탄광과 석탄을 실어나르던 광차의 모형이 전시되어 있다.

## 역명 유래
사음대와 북일을 합쳐 지은 역명이다.

## 연혁
- 1965년 11월 9일 : 사북역 역사 준공
- 1966년 1월 15일 : 보통역으로 영업 개시[1]
- 1986년 9월 13일 : 역사개축 준공
- 1998년 3월 16일 : 5급역에서 6급역으로 격하[2]
- 2006년 5월 1일 : 소화물 취급 중지
- 2007년 11월 1일 : 화물 취급 중지[3]
- 2013년 11월 14일 : 제천 기점 75.8km로 변경[4]
- 2020년 3월 2일 : 누리로 운행 개시
- 2023년 9월 1일 : ITX-마음 운행 개시

### 승강장
| ↑ 민둥산 |
| ２１ \|  |
| 고한 ↓   |

| 1 | 태백선 | 고한 · 태백 · 동해 방면   |
| 2 | 태백선 | 제천 · 원주 · 청량리 방면 |

## 미디어
- 1995년 방송된 KBS 2TV의 드라마 젊은이의 양지의 촬영 장소였다.

## 사진

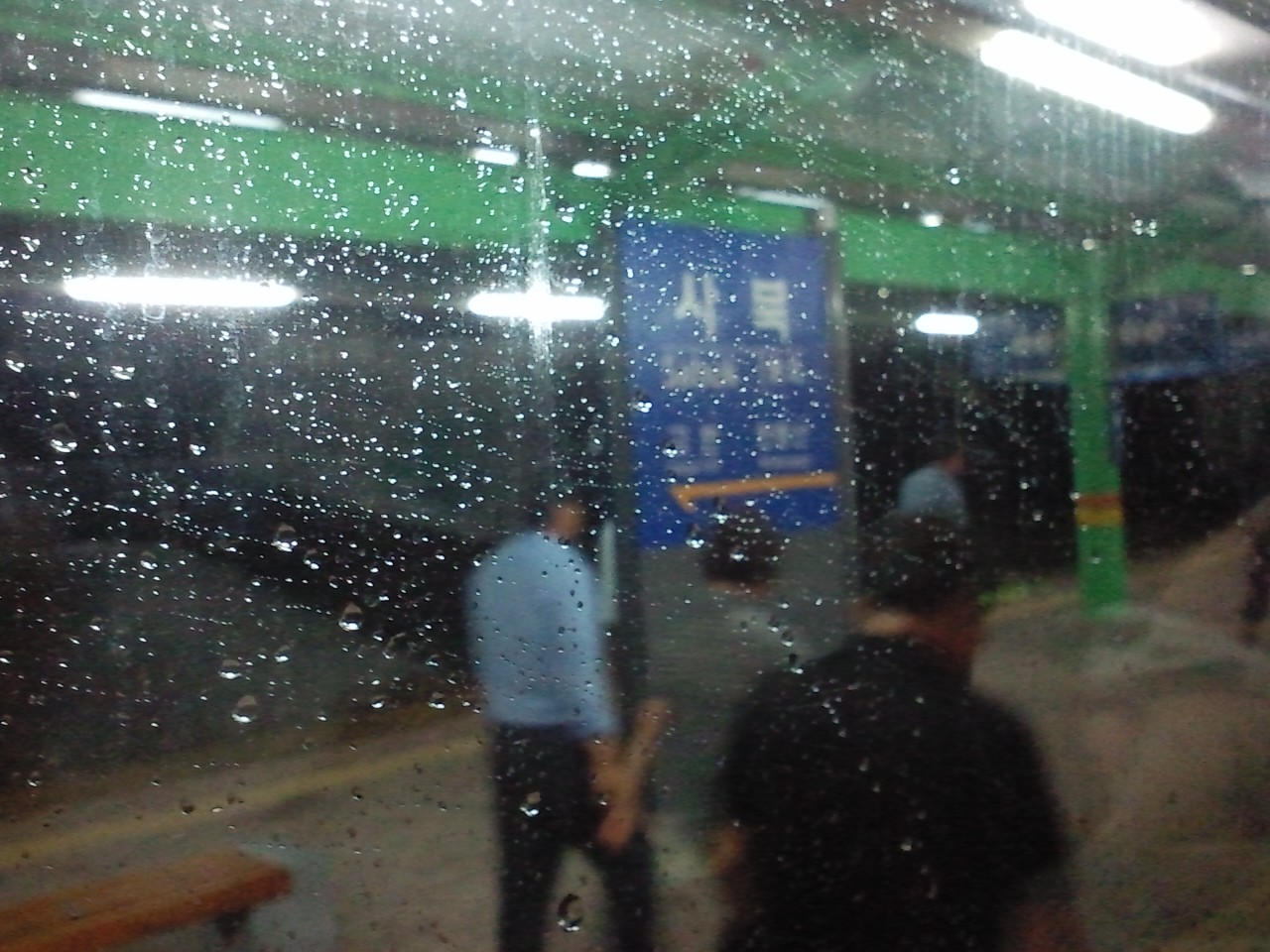
야간 역명판

## 인접한 역
| 태백선 · 영동선    | 태백선 · 영동선 | 태백선 · 영동선 |
| ------------------ | --------------- | --------------- |
| 민둥산 청량리 방면 | ITX-마음 태백선 | 태백 동해 방면  |
| 민둥산 청량리 방면 | 무궁화 태백선   | 고한 동해 방면  |